# Uniflor
Uniflor es un municipio brasileño del estado del Paraná. Fue creado el 29 de mayo de 1954, anexado al municipio de Nova Esperança. Fue emancipado a través de la Ley Estatal n.º 4.338, del 25 de enero de 1961, fue instalado el 15 de noviembre de 1961, siendo separado de Nova Esperança.

## Geografía
Posee un área de 94,819 km² representando 0,0476 % del estado, 0,0168 % de la región y 0,0011 % de todo el territorio brasileño. Se localiza a una latitud 23°5′13″ sur y a una longitud 52°9′25″ oeste, estando a una altitud de 540 metros. Su población estimada en 2005 era de 2174 habitantes.

### Demografía
Datos del censo - 2000
Población Total: 2362
- Urbana: 1658
- Rural: 704
- Hombres: 1201
- Mujeres: 1161

Índice de Desarrollo Humano Municipal (IDH-M): 0,734
- Idh salario: 0,643
- Idh longevidad: 0,756
- Idh educación: 0,802

## Administración
- Prefecto: Antonio Zanchetti (2009/2013)
- Viceprefecto:
- Presidente de la Cámara: